# Krąg (województwo zachodniopomorskie)
Krąg (dawniej: niem. Krangen) – wieś w Polsce położona w województwie zachodniopomorskim, w powiecie koszalińskim, w gminie Polanów nad rzeką Grabową i przy drodze wojewódzkiej nr 205
W latach 1975–1998 wieś położona była w województwie koszalińskim. W latach 1973–76 w gminie Lejkowo.

## Transport

### PKS
W Krągu są dwa przystanki PKS.

### Kolej
Przed II wojną światową Krąg razem z Buszynem miały wspólną stację kolejową. Po II wojnie światowej stacja i tory zostały rozebrane przez Rosjan. Do dziś można znaleźć ruiny dworca i przedwojenne nasypy kolejowe.

## Turystyka
Miejscowość jest znaczącym ośrodkiem turystycznym regionu Wysoczyzny Polanowskiej, zwanym przez miejscowych Krainą pięciu jezior (Nidno-Długie, Zamkowe, Kryształ, Zielone, Morskie Oko).
Znajduje się tu XV-wieczny zamek rycerski Podewilsów, obecnie zaadaptowany na obiekt hotelowy. Zamek tworzy zwarty czworobok z czterema narożnym basztami, jest typem zamku bardziej obronnego niż rezydencjalnego. Przed zamkiem znajduje się barokowy kościół z przełomu XVI i XVII wieku, do którego dobudowana jest kaplica grobowa ufundowana przez Henryka von Podewils, w którym pochowani zostali dawni właściciele zamku. Za ołtarzem można zobaczyć dwa okazałe barokowe sarkofagi braci Adama i Henryka von Podewilsów. Fundatorami kościoła był ród Podewilsów. Kościół posiada bogaty wystrój – ambonę fundacji Feliksa von Podewils ołtarz, chrzcielnicę oraz emporę ufundowaną przez Adama von Podewils wraz z żoną Klarą von Zitzewiz. Całe wyposażenie kościoła utrzymane jest w duchu niderlandzkiego manieryzmu. W kościele zachowały się także interesujące epitafia członków rodu Henryka, Adama, Ernesta Bogusława oraz Fryderyka Wilhelma. Sarkofag Henryka powstał w roku 1696, a Adama w roku 1699, twórcą sarkofagu był rzeźbiarz Dawid Hasen. Cały wystrój kościoła ufundowany na chwałę Boga, ku pamięci panów Krągu w rezultacie tworzy panteon chwały rodu Podewilsów.
Poza zamkiem, w Krągu znajduje się kilka gospodarstw agroturystycznych i dostępna dla turystów stadnina koni oraz unikalne w skali kraju saunarium
Atrakcyjność miejscowości podnosi płynąca kilometr od Krągu w miejscowości Buszyno rzeka Grabowa, na której znajduje się oznakowana 11 km trasa spływu kajakowego, z bazą do biwakowania na mecie. Na wysokości miejscowości Krąg połowy rzeczne są dozwolone.